# Tizen
Tizen  (pronunciación en inglés: /ˈtaɪzɛn/) es  un sistema operativo móvil basado en GNU/Linux, patrocinado por Linux Foundation y la Fundación LiMo. Tizen se construye a partir de la plataforma Linux de Samsung (Samsung Linux Platform - SLP) una implementación de referencia integrada en LiMo. El 1 de enero de 2012, la fundación LiMo  y será diseñado para su uso en tabletas, netbooks, teléfonos inteligentes, televisores inteligentes y sistemas integrados de información y entretenimiento.
El 22 de julio de 2013 fue liberada la versión 2.2. Tizen será compatible con las aplicaciones actuales de Android. Los desarrolladores han hecho hincapié en que no es la única plataforma disponible.

## Licencia

Historia de Tizen.

Aunque originalmente fue presentado como un sistema operativo de código abierto, Tizen 2 ha complicado su modelo de licencias. Su SDK está construido sobre componentes de código abierto, pero el SDK completo ha sido publicado bajo una licencia de Samsung de código no abierto.
El sistema operativo en sí mismo está compuesto de muchos componentes de código abierto.
Sin embargo, una serie de componentes internos desarrollados por Samsung, como la animación del arranque y las aplicaciones de calendario, gestor de tareas y de reproductor de música se han publicado bajo la licencia Flora License, la cual probablemente es incompatible con los requisitos de la Open Source Initiative.